# Kaiserpokal 1954
Der Kaiserpokal 1954 war die 34. Austragung des Kaiserpokals, des höchsten japanischen Fußballpokalwettbewerbs. Sieger des Wettbewerbs waren die Keiō BRB.

## Ergebnisse

### Achtelfinale
|                           | Ergebnis |                           |
| ------------------------- | -------- | ------------------------- |
| Tōhoku-Gakuin-Universität | 2:1      | Osaka Club                |
| Keiō BRB                  | 3:0      | Universität Kagoshima     |
| All Rikkyō                | 9:1      | Takamatsu Commercial Club |
| All Kansai-Universität    | 5:0      | Toyama Club               |
| All Kyodai                | 3:0      | Gakugei-Universität Kyōto |
| Kwangaku Club             | 9:0      | Sapporo Shukyu Club       |
| Toyo Industries           | 4:0      | All Yamanashi             |
| Chūō-Universität Club     | 1:1      | Nippon Light Metal        |

### Viertelfinale
|                           | Ergebnis |                        |
| ------------------------- | -------- | ---------------------- |
| Tōhoku-Gakuin-Universität | 1:3      | Keiō BRB               |
| All Rikkyō                | 0:0      | All Kansai-Universität |
| All Kyodai                | 1:5      | Kwangaku Club          |
| Toyo Industries           | 3:1      | Nippon Light Metal     |

### Halbfinale
|               | Ergebnis |                        |
| ------------- | -------- | ---------------------- |
| Keiō BRB      | 1:0      | All Kansai-Universität |
| Kwangaku Club | 1:3      | Toyo Industries        |

### Spiel um Platz 3
|                        | Ergebnis |               |
| ---------------------- | -------- | ------------- |
| All Kansai-Universität | 2:1      | Kwangaku Club |

### Finale
|          | Ergebnis |                 |
| -------- | -------- | --------------- |
| Keiō BRB | 5:3      | Toyo Industries |